# Campionatul de fotbal din Etiopia
Campionatul de fotbal din Etiopia este o competiție de fotbal semi-profesionistă care repezintă primul eșalon din sistemul competițional fotbalistic din Etiopia.

## Echipele sezonului 2010-2011
- Adama City FC (aka Adama Kenema)
- Awassa City FC (aka Awassa Kenema)
- Banks SC (aka Bankoch) (Addis Abeba)
- Dedebit (Addis Abeba)
- Defence (aka Mekelakeya) (Addis Abeba)
- Dire Dawa City (aka Dire Dawa Kenema)
- EEPCO (aka Mebrat Hail) (Addis Abeba)
- Ethiopian Coffee (aka Ethiopian Bunna) (Addis Abeba)
- Ethiopian Insurance (aka Ethiopian Medhin) (Addis Abeba)
- Harrar Beer Botling FC (aka Harar Bira)
- Metehara Sugar (aka Metehara Seqwar)
- Muger Cement (aka Muger Cemento) (Oromiya)
- Saint-George SA (aka Kedus Giorgis) (Addis Abeba)
- Sebeta City (aka Sebeta Kenema)
- Sidama Coffee (aka Sidama Bunna) (Awassa)
- Southern Police (aka Debub Police) (Awassa)
- Trans Ethiopia (Mekelle)

## Campioane
| - 1944 : British Military Mission-BMME (Addis Abeba) - 1945-47 : no competition - 1948 : Key Baher (Addis Abeba) - 1949 : Army (Addis Abeba) - 1950 : Saint-George SA (Addis Abeba) - 1951 : Army (Addis Abeba) - 1952 : Army (Addis Abeba) - 1953 : Army (Addis Abeba) - 1954 : Army (Addis Abeba) - 1955 : Hamassien (Asmara) - 1956 : Mechal (Addis Abeba) - 1957 : Hamassien (Asmara) - 1958 : Akale Guzay (Eritrea) - 1959 : Tele SC (Asmara) - 1960 : Cotton (Dire Dawa) - 1961 : Ethio-Cement (Dire Dawa) - 1962 : Cotton (Dire Dawa) - 1963 : Cotton (Dire Dawa) - 1964 : Ethio-Cement (Dire Dawa) - 1965 : Cotton (Dire Dawa) - 1966 : Saint-George SA (Addis Abeba) - 1967 : Saint-George SA (Addis Abeba) | - 1968 : Saint-George SA (Addis Abeba) - 1969 : Tele SC (Asmara) - 1970 : Tele SC (Asmara) - 1971 : Saint-George SA (Addis Abeba) - 1972 : Asmara (Asmara) - 1973 : Asmara (Asmara) - 1974 : Embassoyra (Eritrea) - 1975 : Saint-George SA (Addis Abeba) - 1976 : Mechal (Addis Abeba) - 1977 : Medr Babur (Dire Dawa) - 1978 : Ogaden Anbassa (Harar) - 1979 : Omedla (Addis Abeba) - 1980 : Tegl Fre (Addis Abeba) - 1981 : Ermejachen (Addis Abeba) - 1982 : Mechal (Addis Abeba) - 1983 : Cotton (Dire Dawa) - 1984 : Mechal (Addis Abeba) - 1985 : Brewery (Addis Abeba) - 1986 : Brewery (Addis Abeba) - 1987 : Saint-George SA (Addis Abeba) - 1988 : Mechal (Addis Abeba) - 1989 : Mechal (Addis Abeba) | - 1990 : Brewery (Addis Abeba) - 1991 : Saint-George SA (Addis Abeba) - 1992 : Saint-George SA (Addis Abeba) - 1993 : EEPCO (Addis Abeba) - 1994 : Saint-George SA (Addis Abeba) - 1995 : Saint-George SA (Addis Abeba) - 1996 : Saint-George SA (Addis Abeba) - 1997 : Ethio-Bunna (Addis Abeba) - 1998 : EEPCO (Addis Abeba) - 1999 : Saint-George SA (Addis Abeba) - 2000 : Saint-George SA (Addis Abeba) - 2001 : EEPCO (Addis Abeba) - 2002 : Saint-George SA (Addis Abeba) - 2003 : Saint-George SA (Addis Abeba) - 2004 : Awassa Kenema (Awassa) - 2005 : Saint-George SA (Addis Abeba) - 2006 : Saint-George SA (Addis Abeba) - 2007 : Awassa Kenema* (Awassa) - 2008 : Saint-George SA (Addis Abeba) - 2009: Saint-George SA (Addis Abeba) |  |

- În 2007, campionatul a fost abandonat în iunie după ce 12 cluburi (incluzând toate cele 7 cluburi din capitala Addis Abeba) au boicotat campionatul; federația a acordat titlul echipei Awassa City.

## Performanțe după club
| Club                                                           | Campionate |
| -------------------------------------------------------------- | ---------- |
| Saint-George SA [incluzând Brewery]                            | 23         |
| Mechal [incluzând Army]                                        | 11         |
| Cotton FC                                                      | 5          |
| Asmara [includes Hamassien] [acum în Eritrea]                  | 4          |
| EEPCO                                                          | 3          |
| Tele SC (Asmara) [acum în Eritrea]                             | 3          |
| Embassoyra (Eritrea) [incluzând Akale Guzay] [acum în Eritrea] | 2          |
| Ethio-Cement                                                   | 2          |
| Awassa Kenema                                                  | 2          |
| British Military Mission-BMME (Addis Abeba)                    | 1          |
| Ermejachen (Addis Abeba)                                       | 1          |
| Ethio-Bunna (Addis Abeba; aka Coffee)                          | 1          |
| Key Baher (Addis Abeba)                                        | 1          |
| Medr Babur (Dire Dawa)                                         | 1          |
| Ogaden Anbassa (Harar)                                         | 1          |
| Omedla (Addis Abeba)                                           | 1          |
| Tegl Fre (Addis Abeba)                                         | 1          |

## Golgeteri
| An      |         | Golgeter        | Echipă           | Goaluri |
| 2001/02 | Etiopia | Yordanos Abay   | EEPCO            | 20      |
| 2004/05 |         | Medhne Tadesse  | Trans Ethiopia   | 19      |
| 2005/06 |         | Tafesse Tesfaye | Ethiopian Coffee |         |
| 2007/08 | Etiopia | Salhadin Seid   | Saint-George SA  | 21      |